# Etalio
El etalio es el cuerpo fructífero de algunos hongos de la División Myxomycota (plasmodios) con forma redondeada o de semiesfera. Esta estructura sésil contiene gran cantidad de esporas que en un momento dado saldrán por una abertura (dehiscencia). El etalio tiene 2 partes: el peridio (la parte fértil que genera las esporas) y el capilicio (la parte estéril).
- Datos: Q5849965